# Stadion ŠRC Zaprešić
El Stadion ŠRC Zaprešić es un estadio de fútbol ubicado en la ciudad de Zaprešić en Croacia. Es el estadio en el que disputa sus partidos el club NK Inter Zaprešić de la Liga croata, fue inaugurado en el año 1987 y posee una capacidad para 5500 espectadores.
Desde el año 2005 el estadio posee iluminación artificial.